# Girolamo Albanese
Girolamo Albanese (Vicenza, 1584 – Vicenza, 1660 circa) è stato uno scultore e architetto italiano della Repubblica di Venezia, operante a Vicenza e nel vicentino.
Appartenente alla seconda generazione della bottega degli Albanese, fu riconosciuto dai suoi contemporanei come un artista versatile, essendo anche orafo e pittore; lasciò molte opere di soggetto mitologico, storico e religioso in palazzi, ville e chiese vicentine.

## Biografia
Figlio di Francesco - capostipite della famiglia di artisti - e fratello di Giovanni Battista, si formò negli ambienti famigliari, legati al manierismo, ma in seguito sviluppò una propria personalità artistica. Un'iscrizione nella chiesa di San Lorenzo di Vicenza, che lo ricorda insieme col fratello, lo definisce "ille alter Phidias, hic Policletus erat" ("quello era un altro Fidia, questo era Policleto"), paragonandoli ai grandi scultori greci.
Assai apprezzato dai contemporanei per la sua versatilità (fu anche orafo e pittore), di lui restano numerosissime sculture a tema sacro e profano in palazzi, ville e chiese, soprattutto vicentine. Tra i suoi lavori più noti, la Madonna in trono tra i santi Vincenzo e Stefano, collocata nell'edicola della torre Bissara.
Più difficile, invece, ricostruirne l'attività di architetto: gli sono attribuiti secondo alcuni l'oratorio del duomo di Vicenza (detto del Gonfalone) e l'oratorio del Crocifisso, ma sembrano esserci alcune incoerenze cronologiche. L'attribuzione precisa delle opere all'interno della bottega degli Albanese è estremamente complessa e vi sono opinioni difformi anche tra gli studiosi. Tra le opere di Girolamo la statua del Redentore sulla colonna di Piazza dei Signori eretta da Antonio Pizzocaro nel 1640.
Ebbe due figli: Giovanni Battista, ricordato come scrittore, e Francesco, l'ultimo a fornire il nome alla bottega della famiglia. Incerta è la data della sua morte, avvenuta a Vicenza intorno al 1660.

## Opere

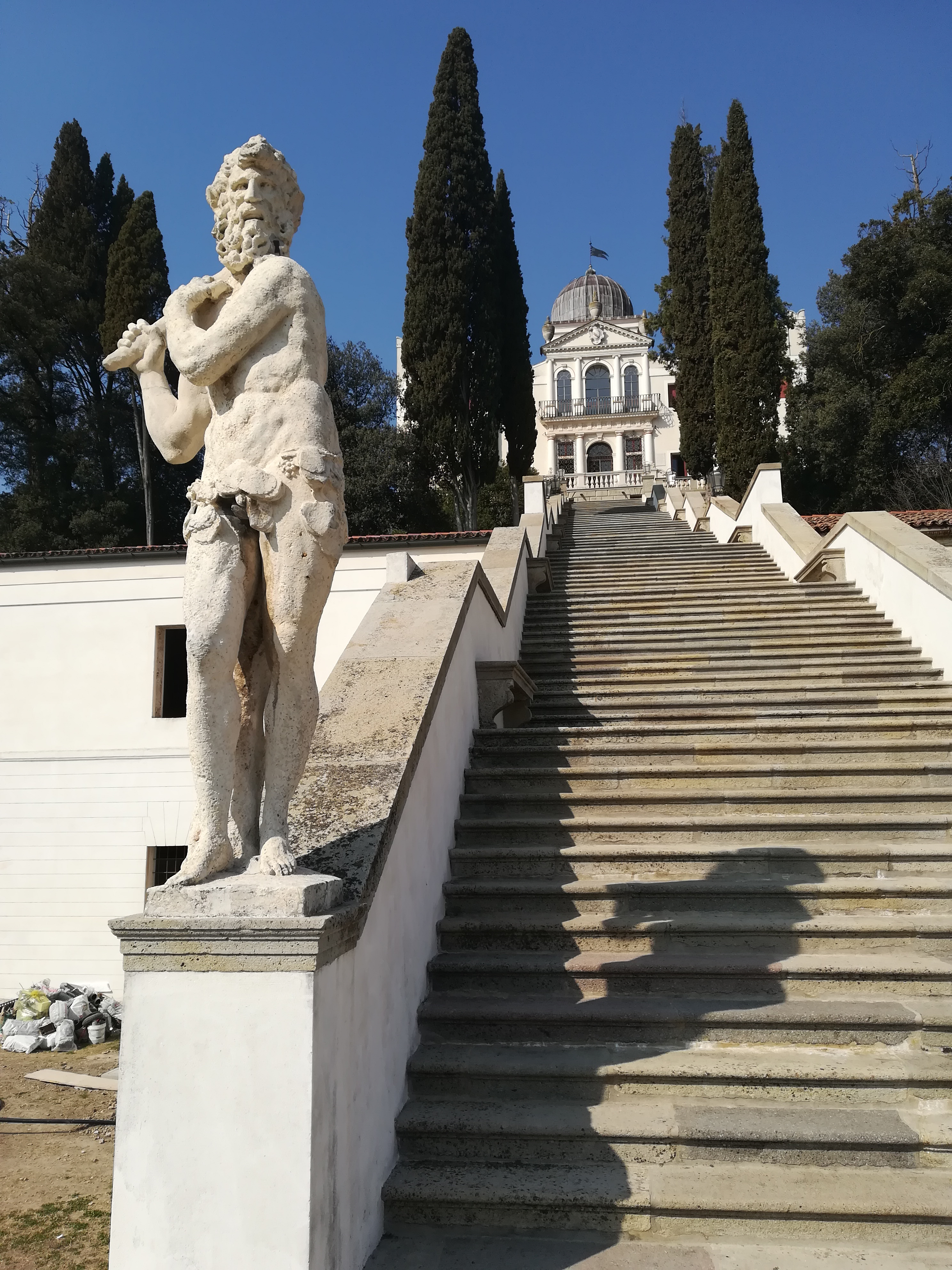
Statua del Gigante, Villa Emo Selvatico, Battaglia Terme

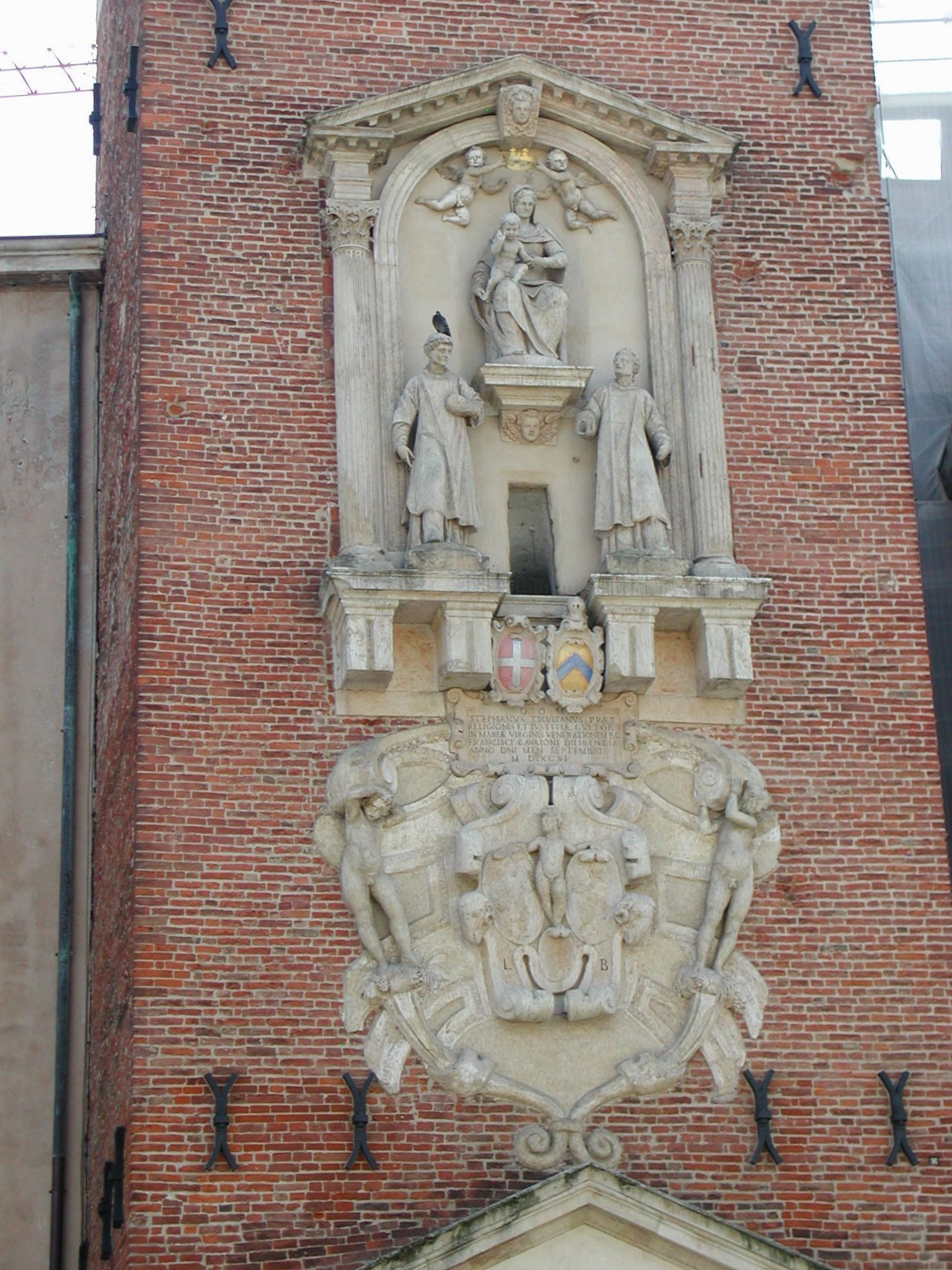
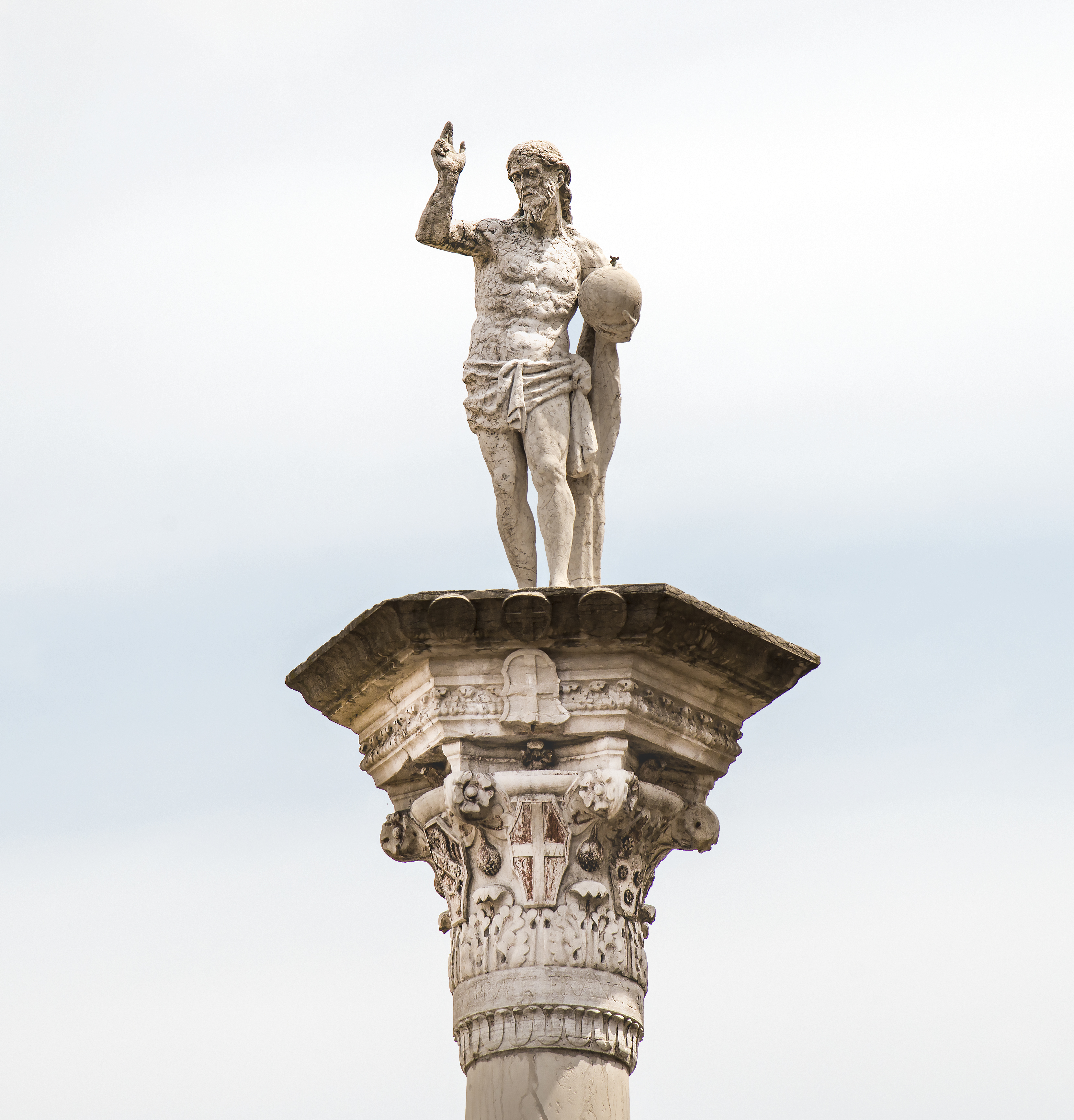
Colonna del Redentore in Piazza dei Signori a Vicenza.
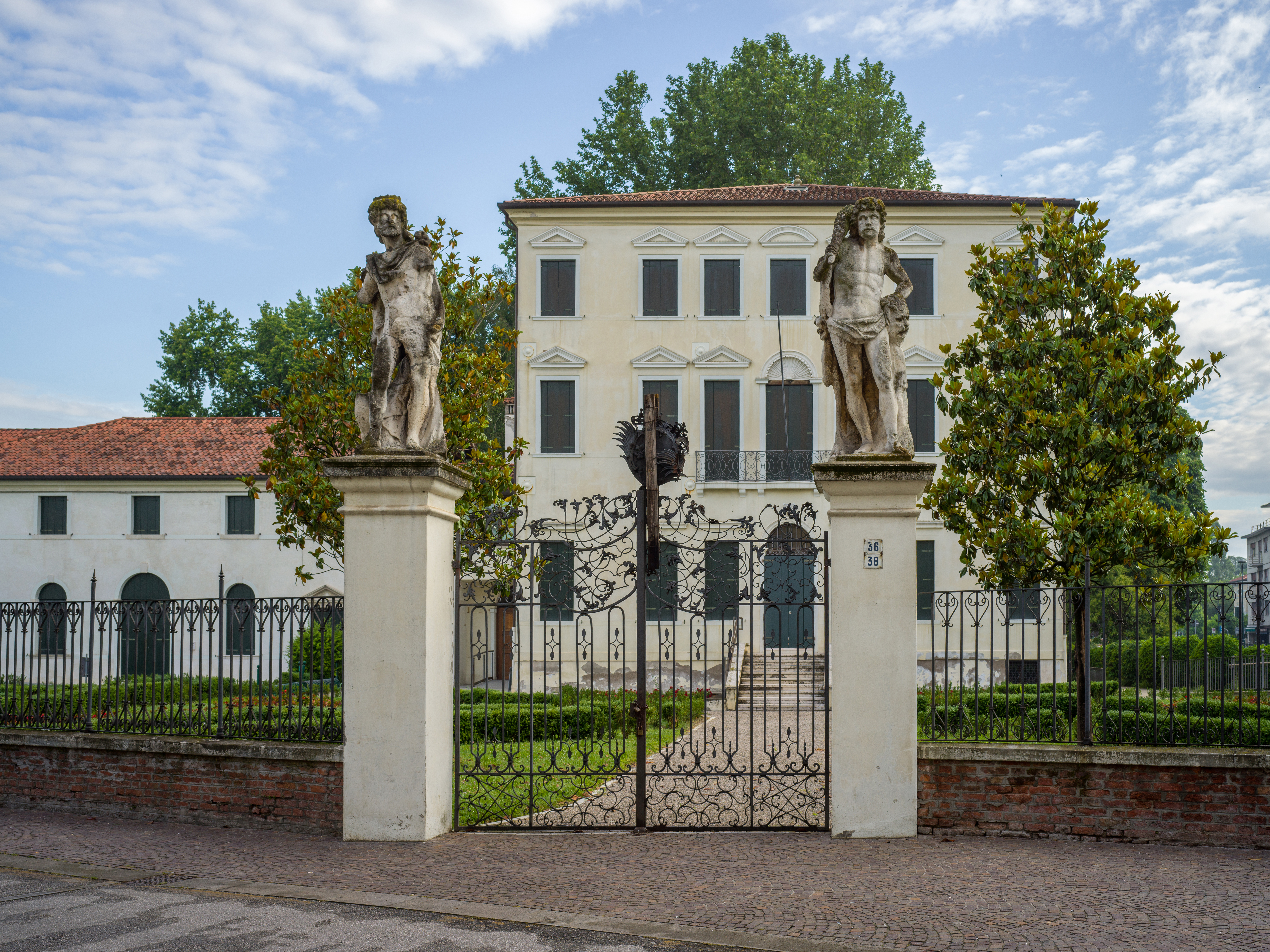
Ingresso alla Villa Querini (Mestre) con statue di Giove e Ercole (a destra) di Girolamo Albanese a Mestre-Venezia.